# Койл, Джон
Джон Коэн Койл (англ. John Cohen Coyle; 28 сентября 1932 — 14 мая 2016) — шотландский футболист, играл на позиции нападающего. Участник чемпионата мира 1958 года.

## Биография

### Клубная карьера
В 1950 году Койл стал игроком «Данди Юнайтед», с которым подписал контракт. В начале своей карьеры он играл на правах аренды за «Брикин Сити», а также проходил службу в рамках Национальной службы. С 1956 года Койл становится игроком основного состава и за два с половиной сезона сыграл 88 матчей и забил 77 голов. При этом его команда не смогла добиться повышения в классе, стабильно играя во Втором дивизионе.
В декабре 1957 года был продан в «Клайд»; сумма трансфера составила 8000 фунтов стерлингов. В своём первом сезоне за «Клайд» Койл забил во всех турнирах 31 гол, став вторым бомбардиром команды после Арчи Робертсона. В 1958 году в составе «Клайда» выиграл Кубок Шотландии после победы над «Хибернианом» — Койл забил победный гол, оказавшийся единственным в матче.
В следующем сезоне он стал лучшим бомбардиром «Клайда», обойдя на пару забитых мячей своего товарища по команде Арчи Робертсона. Всего в общей сложности сыграл за «Клайд» 85 матчей и забил 59 голов.

### Карьера в сборной
Был включён в состав сборной Шотландии на чемпионат мира 1958 года, но на том турнире так и не сыграл. За сборную Шотландии не сыграл ни одного матча.

### Смерть
Скончался 14 мая 2016 года в возрасте 83 лет.

## Достижения
«Клайд»
- Обладатель Кубка Шотландии (1) : 1957/58